# Xenufensia
Xenufensia is een geslacht van vliesvleugeligen uit de familie Trichogrammatidae. De wetenschappelijke naam van dit geslacht is voor het eerst geldig gepubliceerd in 1938 door Girault.

## Soorten
Het geslacht Xenufensia is monotypisch en omvat slechts de volgende soort:
- Xenufensia tennysoni (Girault, 1920)